# Teatro di Morgantina
Il Teatro di Morgantina è un edificio teatrale risalente all'epoca greca sito in provincia di Enna.

## Storia

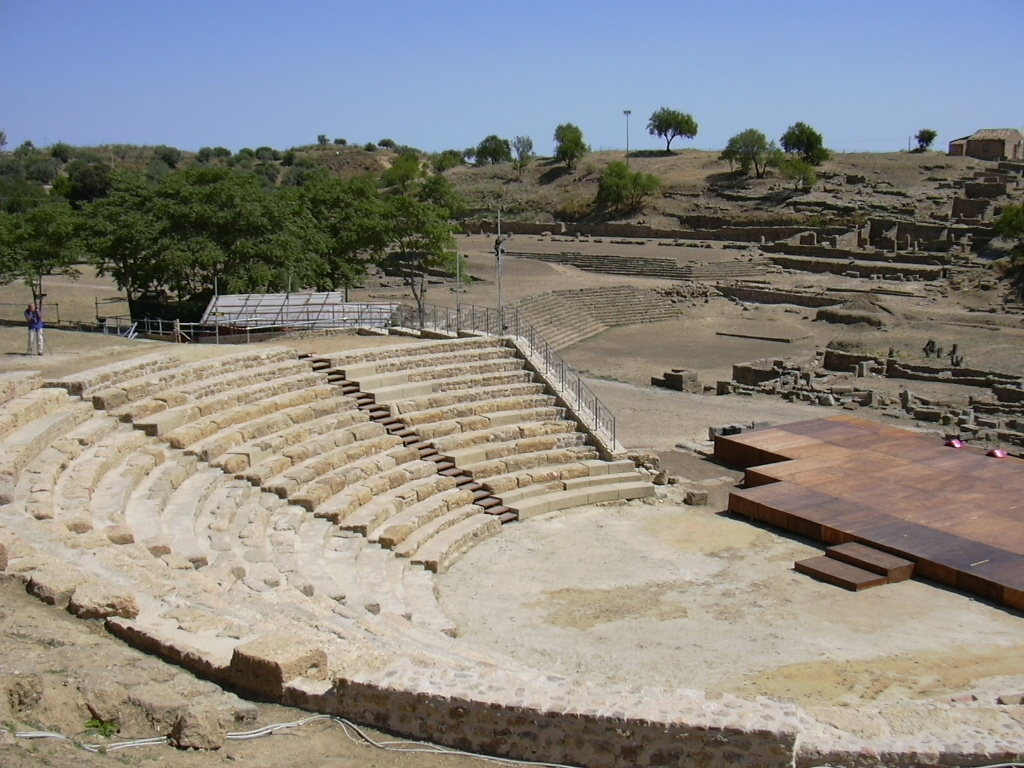
Teatro di Morgantina dopo il restauro del 2005

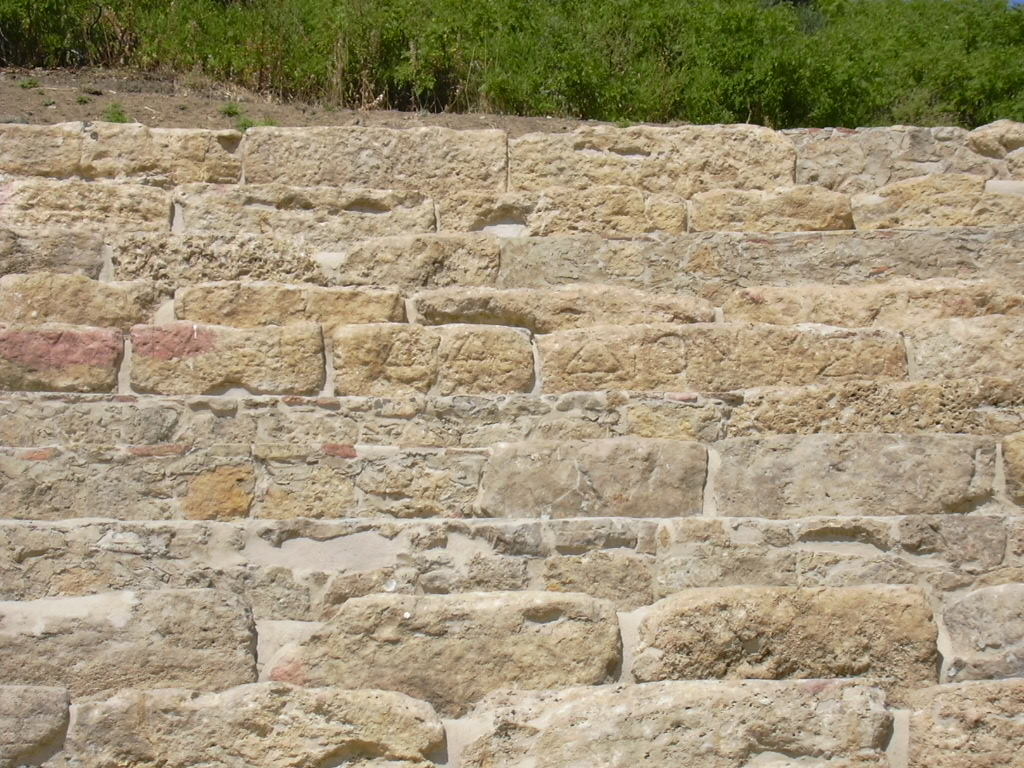
Teatro di Morgantina dedica a Dioniso

Il teatro era stato edificato dal ricco cittadino Archela figlio di Eukleida e da questi consacrato a Dionisio, come si legge su un'iscrizione. L'attuale cavea del teatro fu costruita nel III sec. a.C. dove già sorgeva un altro edificio teatrale, di dimensioni più ridotte. 
Dopo i primi ritrovamenti, risalenti al 1956 e al 1959 e consistenti in due pezzi di muro, iniziarono gli scavi sul luogo: nel 1960 vennero rinvenuti gli analemmata del teatro e i resti di un edificio scenico sotto la guida di Erik Sjöqvist dell'Università di Princeton. È questi a realizzare i primi sopralluoghi sul sito, datando il teatro ai primi anni del governo di Agatocle: l'iniziale ipotesi (310 a.C.) è stata però ritenuta in seguito scorretta e si può ipotizzare che esso sia invece stato edificato da Ierone II. L'edificio è stato ristrutturato sia a partire dal 1963 sia a partire dal 2003. 

## Architettura
Il teatro fa parte di un grande complesso collegato all'agorà. La cavea, costruita in pietra calcarea, raggiunge il diametro di 57,70 metri. Era suddivisa in due settori: uno inferiore, costituito da sedici ordini di sedili, e uno superiore, in terra battuta. Poggia su uno spiazzo in leggera pendenza del dorsale roccioso, che venne rinforzato con materiale di riporto (sabbia e da terra). Questo materiale era contenuto dalle spesse mura, il cui peso era sostenuto da contrafforti.